# Zrinj Lukački
Zrinj Lukački (régi magyar neve Zrinj-puszta) falu Horvátországban Verőce-Drávamente megyében. Közigazgatásilag Lukácshoz tartozik.

## Fekvése
Verőce központjától 14 km-re, községközpontjától 8 km-re északra, Nyugat-Szlavóniában, a Dráva jobb partján, a Barcsot Daruvárral és Pakráccal összekötő 5-ös számú főútvonal mentén fekszik. Belterülete gyakorlatilag egybeépült a szomszédos Trézenfölddel.

## Története
A település a 19. században keletkezett. A Trézenföld melletti, Zrinj-pusztának nevezett majorból fejlődött ki a Jankovich család birtokán. A második katonai felmérés térképén még „Meierhof” néven találjuk. Verőce vármegye Verőcei járásának része volt.
A falunak 1880-ban 172, 1910-ben 163 lakosa volt. Az 1910-es népszámlálás szerint a lakosság 98%-a magyar, 2%-a horvát anyanyelvű volt. Az I. világháború után 1918-ban az új szerb-horvát-szlovén állam, majd később (1929-ben) Jugoszlávia része lett. A magyar lakosság helyére horvátok és szerbek települtek be. 1991-ben 150 főnyi lakosságának 43%-a horvát, 42%-a szerb nemzetiségű volt. 2011-ben falunak 129 lakosa volt.

## Lakossága
| Lakosság változása | Lakosság változása | Lakosság változása | Lakosság változása | Lakosság változása | Lakosság változása | Lakosság változása | Lakosság változása | Lakosság változása | Lakosság változása | Lakosság változása | Lakosság változása | Lakosság változása | Lakosság változása | Lakosság változása | Lakosság változása |
| ------------------ | ------------------ | ------------------ | ------------------ | ------------------ | ------------------ | ------------------ | ------------------ | ------------------ | ------------------ | ------------------ | ------------------ | ------------------ | ------------------ | ------------------ | ------------------ |
| 1857               | 1869               | 1880               | 1890               | 1900               | 1910               | 1921               | 1931               | 1948               | 1953               | 1961               | 1971               | 1981               | 1991               | 2001               | 2011               |
| 0                  | 0                  | 172                | 211                | 195                | 163                | 132                | 182                | 212                | 214                | 215                | 188                | 174                | 150                | 151                | 129                |

## Nevezetességei
Illés próféta tiszteletére szentelt szerb pravoszláv templomát 1942-ben az usztasák rombolták le. A templomból mára semmi sem maradt, csupán egy mélyedés jelzi a helyét.

## Oktatás
Az alsó tagozatos tanulók Trézenföldre, a felsősök Gornje Bazjéra járnak iskolába.